# Nobuyuki Tsugata
Nobuyuki Tsugata (津堅信之?) es un historiador de animación, nacido en 1968 en Amagasaki, Japón. Estudió en la Universidad Kindai y luego trabajó para la Universidad Kyoto Seika. En 2005, junto con Natsuki Matsumoto examinó Katsudō Shashin, una película animada descubierta por Matsumoto, y ambos llegaron a la conclusión de que el filme databa de 1907.

## Obras
- Nihon Animēshon no Chikara: 85-nen no Rekishi o Tsuranuku Futatsu no Jiku, NTT Publishing (2004)
- Animēshon Gaku Nyūmon, Heibonsha (2005)
- Anime Sakka a Shite no Tezuka Osamu: Sono Kiseki a Honshitsu, NTT Publishing (2007)
- Nihon Hatsu no Animēshon Sakka Kitayama Seitarō, Rinsen Book (2007)
- Anime-gaku con Mitsuteru Takahashi, NTT Publishing (2011)
- Terebi Anime Yoakemae: Shirarezaru Kansai-Ken Animēshon Kōbōsh, Nakanishiya (2012)
- Nihon no anime wa nani ga sugoi no ka, Shōdensha (2014)
- Dizunī o mezashita otoko Ōkawa Hiroshi: Wasurerareta Sōgyōsha, Nihon Hyōronsha (2016)
- Shinpan Animēshon Gaku Nyūmon, Heibonsha (2017)
- Shinkai Makoto no sekai o tabi suru: hikari to shikisai no majutsu, Heibonsha (2019)

### Obras adicionales
- Matsumoto, Natsuki; Tsugata, Nobuyuki (2006). «国産最古と考えられるアニメーションフィルムの発見について "Kokusan saikō to kangaerareru animēshon firumu no hakken ni tsuite"» [El descubrimiento de las películas de animación japonesas supuestamente más antiguas]. Eizōgaku (en japonés) (76): 86-105. ISSN 0286-0279.
- Matsumoto, Natsuki (2011). «映画渡来前後の家庭用映像機器» [Video casero del equipo de los primeros días del cine en Japón].  En Iwamoto, Kenji, ed. 日本映画の誕生 [Nacimiento del cine japonés] (en japonés). Shinwa-sha. pp. 95-128. ISBN 978-4-86405-029-6.